# Russell Mack
Pour les articles homonymes, voir Mack.
Russell Mack est un réalisateur américain, né le 11 novembre 1892 à Oneonta (New York) et mort le 1er juin 1972 à New York.

## Filmographie partielle[1]
- 1930 : Big Money (en)
- 1930 : Night Work (en)
- 1930 : Second Wife (en)
- 1931 : Lonely Wives (en)
- 1931 : Heaven on Earth (en)
- 1931 : The Spirit of Notre Dame (en)
- 1932 : The All American (en)
- 1932 : Once in a Lifetime (en)
- 1932 : Scandal for Sale (en)
- 1933 : Private Jones (en)
- 1934 : The Band Plays On (en)
- 1934 : The Meanest Gal in Town (en)